# Kodinagasandra, Turuvekere
Kodinagasandra là một làng thuộc tehsil Turuvekere, huyện Tumkur, bang Karnataka, Ấn Độ.